# Moon Far Away
Moon Far Away (с англ. — «Луна далеко») — российская неофолк-группа из Архангельска.

## История
Группа была создана осенью 1994 года в Архангельске. У истоков создания проекта, долгое время являвшегося студийным, стояли его бессменный лидер Алексей Шептунов, предпочитающий в рамках своей активности в Moon Far Away называть себя Count Ash, а также фотограф Heleg и вокалистка Anea. Своим стилем музыканты избрали gothic/неофолк, став первопроходцем «готического» жанра в России, и скоро коллектив приобрел статус культового на российской сцене. По причине схожести первых работ группы с творениями известного австрало-ирландского дуэта, в прессе за MFA закрепилась репутация «российский Dead Can Dance».
Дебютный альбом «Lado World», вышедший в 1997 году, был признан отечественными и иностранными критиками первым по-настоящему готическим релизом из России.
Второй альбом проекта носил название «Sator» (с лат. — «Сеятель») и вышел на калининградском лейбле Brudenia в 2000 году (в 2007 году он был переиздан воронежским лейблом Shadowplay). С 2002 года группа начинает активно выступать вживую.
Третий студийный альбом MFA «Беловодие» (2005 г.) вывел группу на принципиально новый уровень. Он почти полностью состоит из фольклорных песен Архангельской области в оригинальных аранжировках Moon Far Away. Благодаря выходу этого диска аудитория группы ещё более пополнилась за счет поклонников чистого фолка, а обозреватель журнала «Rolling Stone» назвал его самым ярким российским фолковым релизом года. Диск — впервые для российской готик-группы — вышел одновременно в России (Shadowplay) и во Франции (Prikosnovenie).
«Этим диском Moon Far Away шлет земной поклон своим предкам, своему прошлому, всей русской культуре, хранящей вечные горние сокровища несмотря на агрессивное наступление чужих, разрушительных анти-ценностей…» — говорится в предисловии к российскому изданию «Беловодия».
В 2006 году диск MFA был переиздан лейблом Shadowplay в двухдисковом варианте. Второй диск представляет собой 17 ремиксов и кавер-версий композиций MFA, выполненных известными западными и отечественными исполнителями независимой сцены.

В 2007 году выходит концептуальный макси-сингл MFA «Новый Гимн России», который предваряет выход грядущего альбома группы. Свои версии заглавной композиции «Мама Русь» на нём представили E-Sex-T (Россия), Severe Illusion (Швеция), Astralasia (Великобритания) и другие группы.
В мае 2010 года в России и Австрии одновременно выходит четвёртый студийный альбом группы, «Minnesang», который отличается большим количеством авторских русскоязычных песен, и ещё более закрепляет за группой репутацию флагмана российской неофолк-сцены.

В активе команды также совместные записи с Romowe Rikoito, Theodor Bastard, Wolfsblood, Веданъ Колодъ, а также два совместных альбома с ещё одной группой из Архангельска — Шесть мёртвых болгар. Треки Moon Far Away присутствуют более чем на двух десятках как российских, так и западных компиляций, её диски получают хорошие отзывы в музыкальной прессе по всему миру (фотографию MFA можно было лицезреть даже на развороте крупнейшего немецкого журнала Zillo). В 2003 году японским режиссёром Сюсеем Ниси (Shusei Nishi) снят фильм «The Ritual Of White Night», посвящённый творчеству группы. MFA также стали одними из героев другого фильма того же режиссёра, «Kismet».
Ныне Moon Far Away — одна из наиболее активно концертирующих как в России, так и за рубежом российских неофолк-коллективов. На её счету выступления на стилистически самых различных фестивалях — от культурных событий, посвященных современному искусству и джазу, до крупнейших неофолковых и готических фестивалей в России и за её пределами. Среди них — крупнейшие международные культурные форумы «Сотворение Мира» (Казань, Россия), «Wave Gotik Treffen» (Лейпциг, Германия), «Mėnuo Juodaragis» (Литва), «Новая Песня Древней Земли» (Ижевск, Россия), «Castle Party» (Болков, Польша), и др.
В 2023 году песня «The Soldiers Of Heeresgruppe Mitte, vers. II» была включена в сборник «Донбасс 4 Мертвые не забудут», который посвящен «нашей священной войне с западными силами Зла и направлен на поддержку России». Средства вырученные от продажи альбома будут использованы, в том числе, на поддержку вооружённых сил РФ.

## Музыкальный стиль
В разное время музыканты MFA называли в качестве собственных источников вдохновения творчество таких коллективов и композиторов, как Sol Invictus, The Moon Lay Hidden Beneath A Cloud, Elijahs Mantle, Dead Can Dance, Stoa, Allerseelen, Vidna Obmana, Garmarna, Сергей Прокофьев, Генри Пёрселл, Сергей Старостин, Антон Батагов, Владимир Мартынов, а также русский лирический и обрядовый фольклор.
Свой стиль музыканты Moon Far Away определяют как «ритуальный неофолк». В своих интервью лидер Moon Far Away подчеркивает, что составляющими стиля группы является, с одной стороны, европейская готическая музыка (такие её ответвления, как ethereal и эзотерический дарк-фолк), от которой музыканты взяли характерное «размытое» во времени и пространстве звучание, а также актуальные технические достижения; с другой же — глубинную русскую народную музыкальную традицию — прежде всего, фольклор Севера России. Этот симбиоз нашёл наиболее яркую реализацию в альбоме «Беловодие». Музыканты Moon Far Away позиционируют себя как экспериментальный проект, синтезирующий через соединение Традиции и Технологии «ритуальную музыку XXI века». Оособенно это заметно на концертных выступлениях коллектива, которые напоминают загадочные ритуалы, и во время которых музыканты обычно не произносят ни слова в промежутках между песнями. В авторских произведениях группы также явственно прослеживается преемственность народных традиций и сильное влияние северорусского фольклора.

## Состав
Музыканты предпочитают выступать под псевдонимами, а во время концертов и фотосессий скрывают свои лица под масками.
Текущий
- Count Ash — гитары, клавишные инструменты, программирование, колёсная лира, перкуссия, флейты, гусли, балалайка, вокал, автор музыки и текстов;
- Leda — основной вокал;
- Zhigich — бас-гитара;
- Victorion — барабаны, перкуссия, флейты.

Бывшие участники
- Anea — студийный вокал (1995—2000);
- Anastasia — студийный и концертный вокал (2001—2007);
- Emily A. Saaen — сессионный концертный вокал (2005);
- Toloka — студийный и концертный вокал (2007—2009).

## Дискография
- 2019 — Athanor Eurasia (Auerbach Tonträger / Prophecy Productions)
- 2011 — «Воротца» (совместно с Vishudha Kali, Infinite Fog Production), digipack CD
- 2010 — Minnesang (Shadowplay Records / Ahnstern), CD
- 2008 — «Новый Гимн России» (Shadowplay Records), maxi-CD
- 2007 — «Матица» (совместно с Шесть мёртвых болгар, Shadowplay Records), digipack CD
- 2005 — Anti-Lado World[14] (Shadowplay Records), 2CD
- 2005 — «Беловодие» (Shadowplay Records/Prikosnovenie)[15], CD\digipack CD
- 2004 — Prutena. Live at Fort Stein (Fight Muzik) 2 CD-R
- 2002 — Witchcraft by a Singing (self-released), CD-R single
- 2000 — Sator (Brudenia Records / Shadowplay Records), CD
- 1997 — Lado World (Exotica Records), digipack CD
- 1997 — PRA (self-released), кассета
- 1995 — The Slovisha’s Songs (self-released), кассета